# Macaye
Macaye é uma comuna francesa na região administrativa da Nova Aquitânia, no departamento dos Pirenéus Atlânticos. Estende-se por uma área de 19,83 km². Em 2010 a comuna tinha 595 habitantes (densidade: 30 hab./km²).